# Tanella Angori
La Tanella Angori est une tombe étrusque de la fin du IIIe et début du IIe siècle av. J.-C. située  près de Cortone, dans la province d'Arezzo, en Toscane (Italie).

## Histoire
La Tanella Angori est une tombe collective datant de la période hellénistique étrusque.
Elle a été découverte en 1951. Son nom est issu du terme Tanella (nom local pour Tombe) et de Angori, du nom du propriétaire du terrain sur lequel la tombe a été trouvée. Au moment de sa découverte, il ne restait de visible que la base constituée de plaques de pierre.

## Situation
La Tanella Angori est située sur une pente de la colline de Cortone qui descend vers la vallée de la Chiana. Elle se trouve à proximité de la Tanella di Pitagora.

## Description
Sa structure a un diamètre de 10,35 m.
La chambre funéraire qui devait contenir de nombreuses niches se présente sous forme de croix grecque.